# Луисбург (крепость)
Крепость Луисбург (англ. Fortress of Louisbourg; фр. Forteresse de Louisbourg) — национальное историческое место в Кейп-Бретон, Новая Шотландия, Канада.
Первое европейское поселение на месте Луисбурга было основано в 1713 году и первоначально называлось «Havre à l’Anglois». Впоследствии маленькое рыбацкое поселение значительно выросло и стало третьим по загруженности портом Северной Америки того времени. К середине 1740-х годов Луисбург стал одной из самых укреплённых крепостей Северной Америки.
Оборона крепости поддерживалась двумя небольшими фортами, расположенными поблизости. Крепость была расположена в низменности и ориентирована в основном от нападений с моря. Доминирующие холмы, расположенные рядом, осложняли сухопутную оборону.
Захваченная англичанами в 1745 году крепость была одним из главных аргументов на мирных переговорах в войне за Австрийское наследство. По соглашению 1748 года крепость была возвращена французам в обмен на индийский город Мадрас. В ходе Семилетней войны британские войска вновь захватили крепость.
Крепость и город были частично восстановлены в 1960-х для туристов, использовалась часть оригинальной каменной кладки.

## История

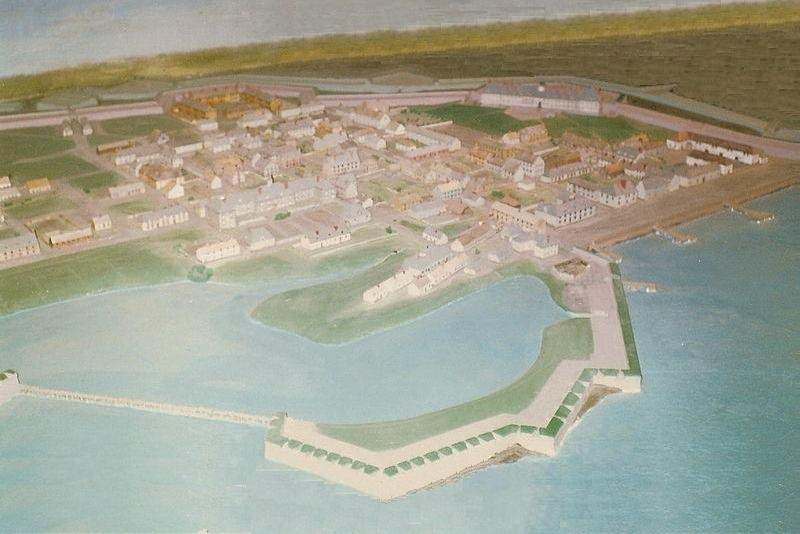
Современная модель крепости

Необходимость форта на острове Кейп-Бретон назрела для обеспечения безопасности столицы Новой Франции Квебека. Новая крепость-порт должна была прикрыть пролив Кабота от прохода английских кораблей в залив св. Лаврентия. Изначально французы планировали основать крепость в другом месте острова, но сильное зимнее обледенение вынудило их выбрать место, на котором находится современный Луисбург. Новое поселение было названо в «Havre Louisbourg» в честь французского короля Людовика XIV. Луисбург стал столицей французской колонии Иль-Руаяль. Построенная крепость стала отличной защитой Квебека.
Многочисленные рифы к югу и остров на севере с артиллерийскими батареями защищал вход в гавань порта. Британцам оставался лишь 150-метровый пролив, по этой причине Луисбург называли «Северным Гибралтаром» или «Американским Дюнкерком». Также новый порт позволил Франции получить доступ к огромным рыболовным ресурсам Большой Ньюфаундлендской банки.
Стремительно развивающийся Луисбург стал достаточно большим городом. В нём был коммерческий район, жилой район, военные постройки, а также рынки, гостиницы и таверны в пригородах. Крепость стала вторым по значению торговым городом в Новой Франции.

### Население

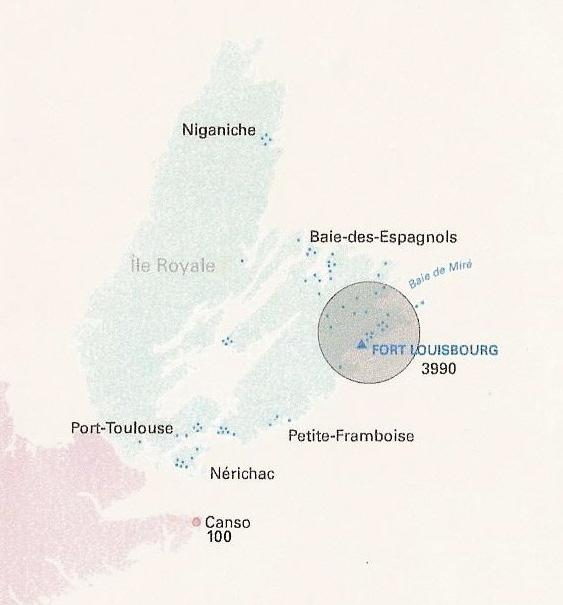
Численность населения Louisbourg в 1750

Первыми жителями стали 116 мужчин, 10 женщин и 23 ребёнка. В 1719 году население города составляло 823 человек, 7 лет спустя в 1726 году — уже 1296 поселенцев. В 1734 году было 1616, а к 1752 году население Луисбурга достигло 4174, несмотря на унёсшую много жизней оспу в 1731—1732 годах.
Строительство Луисбурга стало важной инвестицией в развитие колонии. Рыбный промысел для Франции стал более важным, чем торговля мехом. К 1731 году луисбургские рыбаки экспортировали 167 000 тонн трески и 1600 баррелей рыбьего жира. Рыболовный флот насчитывал примерно 400 шлюпок и 60-70 шхун.

### Фортификация
Крепость славилась своими укреплениями, которые французский архитектор Жан-Франсуа дю Вержери де Вервиль и строители возводили 28 лет. Возведение крепости стоило Франции 30 млн ливров. По поводу огромной по тем временам стоимости возведения крепости французский король Людовик XV шутил, что за такую цену он должен был бы видеть шпили крепости из своего дворца в Версале. Общая длина стен форта составляет примерно 4 километра, высота стен с сухопутной стороны — около 10 метров. Крепость была с 6 бастионами и двумя воротами, одни из которых можно наблюдать в настоящее время. С восточной стороны, выходящей к морю, высота стен всего около пяти метров, ширина около 2. На стенах, выходящих на гавань, было размещено 15 орудий. Всего в крепости было обустроено 148 амбразур, однако историками было установлено, что только в примерно в 100 из них были установлены орудия. Небольшой остров в гавани порта был также укреплён стенами высотой в 3 метра и толщиной в 2,5 метра. На острове была установлена 31 24-фунтовая пушка. Сам остров имел лишь оборонительное значение, на нём была обустроена лишь небольшая пристань.

### Первая осада
В 1745 году в ходе войны за Австрийское наследство война велась также и на американском континенте. Луисбург имел огромнейшее значение для обороны Новой Франции. Французы вынуждены были капитулировать 16 июня 1745 года под натиском Британского королевского флота и сухопутных сил, прибывших из Новой Англии. Французы пытались вернуть крепость, но посланная экспедиция сильно пострадала от штормов и атак британцев, так и не достигнув Луисбурга.
В 1748 году в результате мирных переговоров Луисбург был возвращён Франции взамен территорий, захваченных в ходе войны в Нидерландах, а также британский военный пост в Мадрасе, Индия. Для французов возвращение Луисбурга было принципиальным, экономическое и военное значение города для Франции было трудно переоценить. К тому же город носил имя их короля.
Англичане, вернув французам Луисбург, основали в 1749 году крепость и порт Галифакс, который впоследствии стал крупнейшей военно-морской базой Новой Англии.

### Вторая осада Луисбурга
Британские колонии в Северной Америке расширились вплоть до границ Новой Франции. Французы и союзные им племена индейцев противились продвижению британских колонистов на север и запад, что вызывало вооружённые стычки, которые привели к началу вооружённого конфликта в 1754 году. Франко-индейская война вызвала в дальнейшем Семилетнею войну в Европе.
Крупномасштабная операция французского флота, предпринятая в 1757 году по защите побережья Новой Франции, предотвратила нападение англичан. Но недостаточная поддержка в следующем, 1758 году, позволила англичанам произвести высадку для осады Луисбурга. Осада закончилась капитуляцией французов 26 июля 1758 года. Англичане в 1759 году использовали Луисбург как отправную базу для наступления на столицу Новой Франции город Квебек.
Крепостные сооружения разбирались англичанами для предотвращения их использования французами. После заключения мира англичане покинули крепость, многие стройматериалы были отправлены в Бостон для использования в строительстве различных зданий.

## Реконструкция
В 1961 году правительство Канады приняло решение о восстановлении одной четвёртой части крепости. К XX веку крепость была полностью разрушена. Проведённая реконструкция потребовала консолидации огромных усилий архитекторов, инженеров, историков и каменщиков. По проекту крепость восстанавливалась в том виде, в котором она существовала в период своего расцвета в 1740-е годы. В реконструкции участвовали безработные шахтёры из индустриальной части Кейп-Бретон.
В настоящее время Луисбург является национальной исторической достопримечательностью Канады, которой управляет специальная организация, как часть системы национальных исторических мест Канады. На территории крепости проводятся экскурсии и исторические реконструкции, включающие демонстрацию оружия, одежды и быта колонии XVIII века.

## Галерея

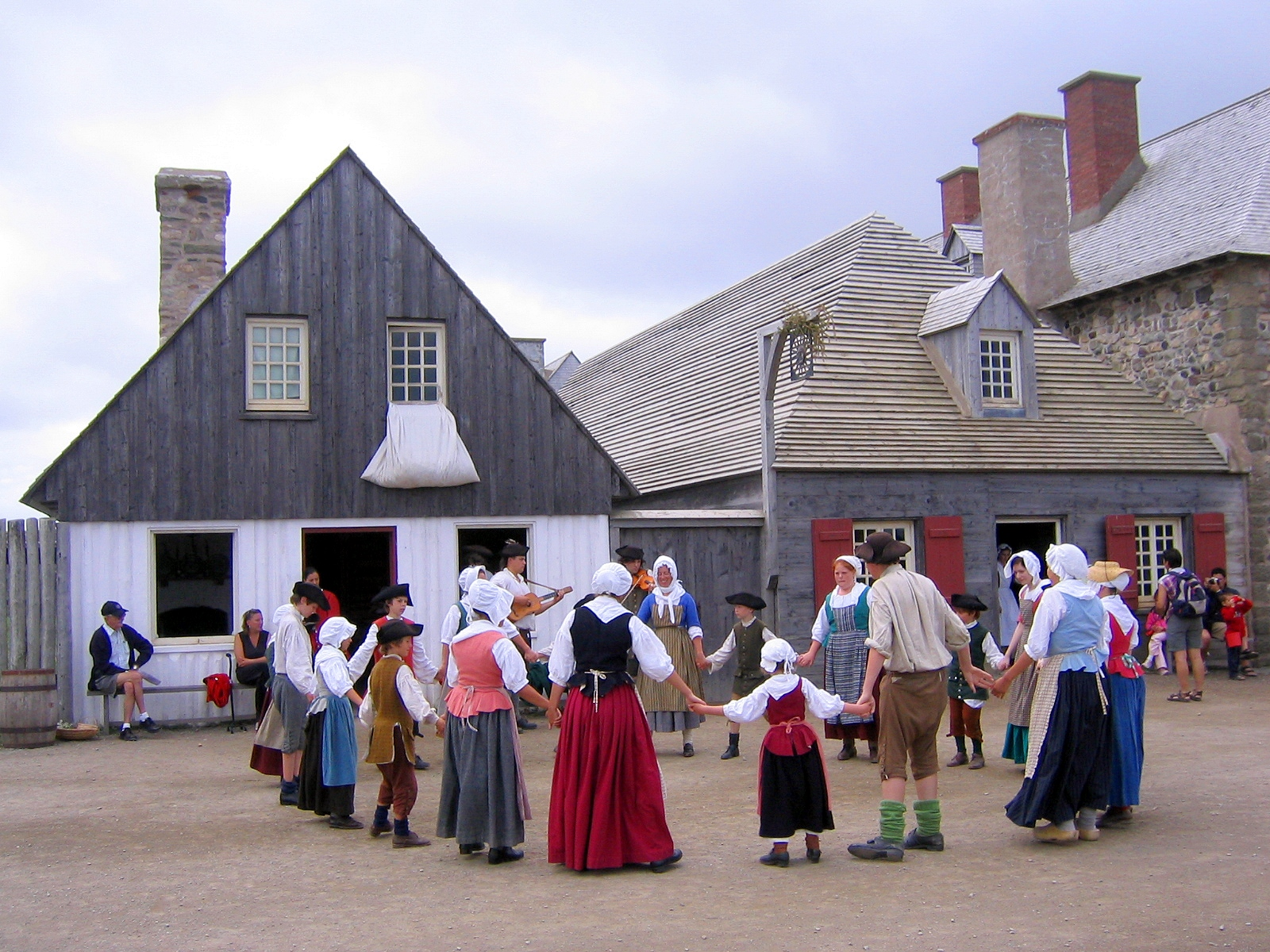
Костюмированное представление в крепости
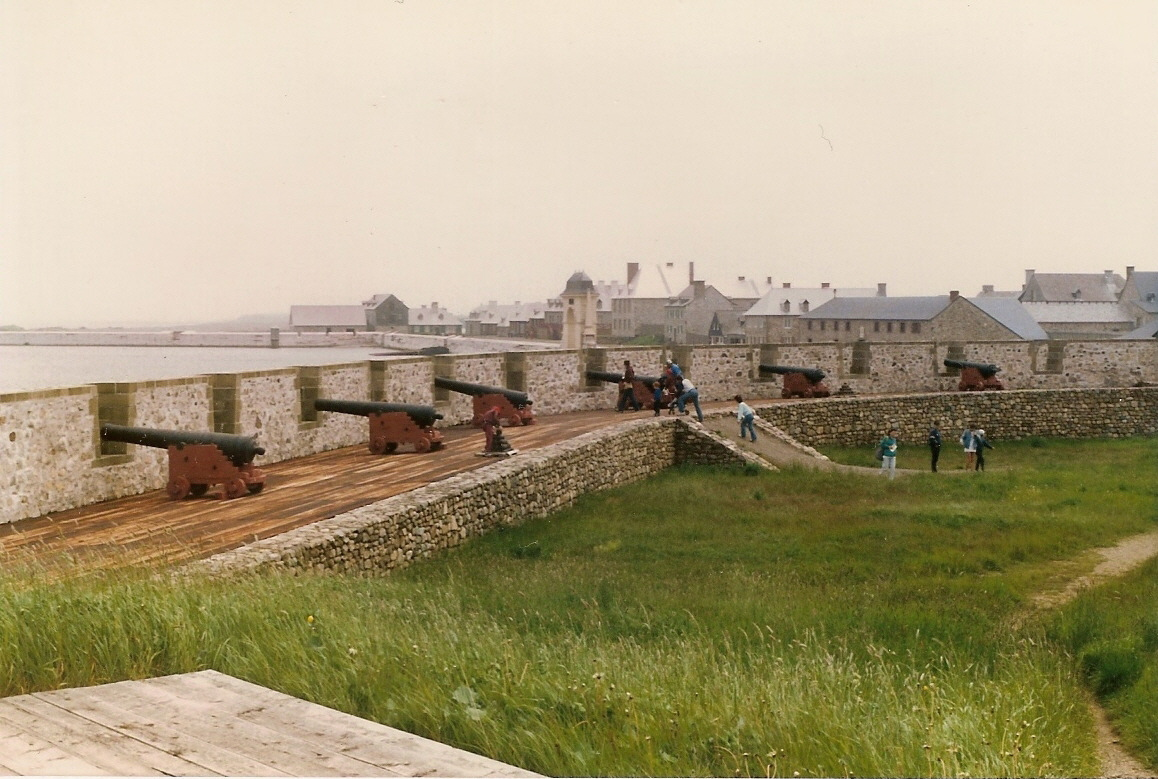
Восточная крепостная стена с пушками
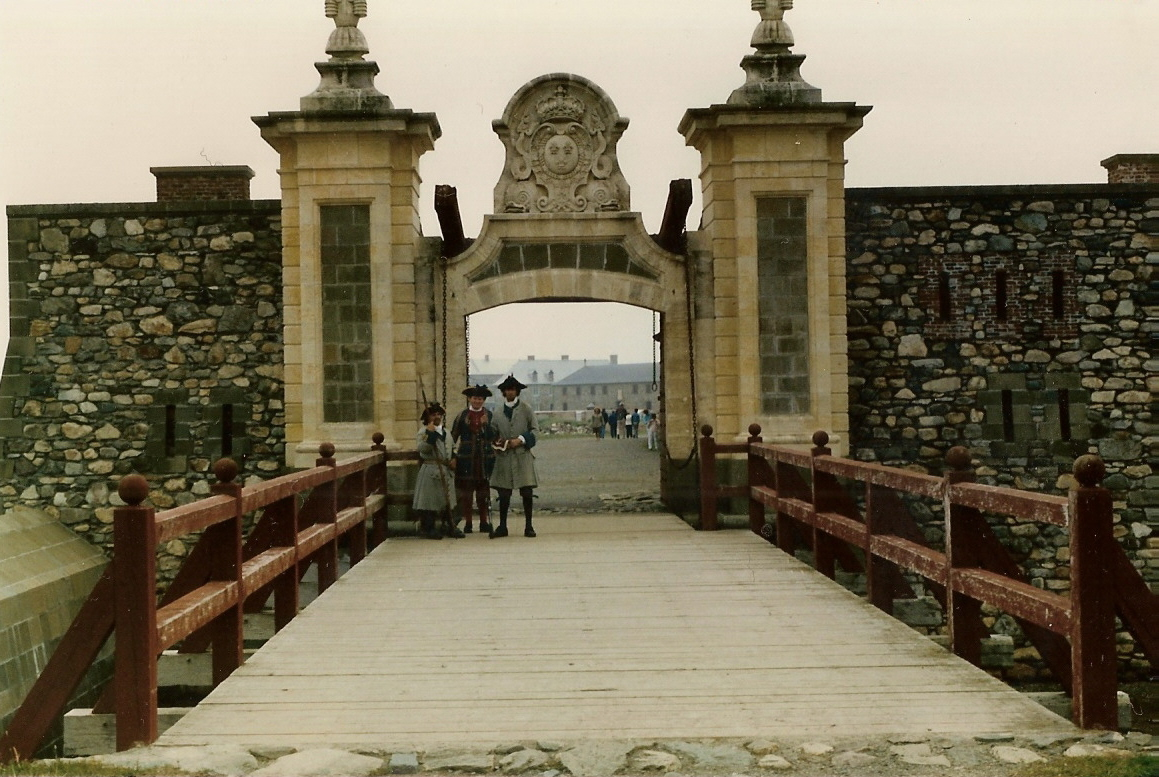
Крепостные ворота
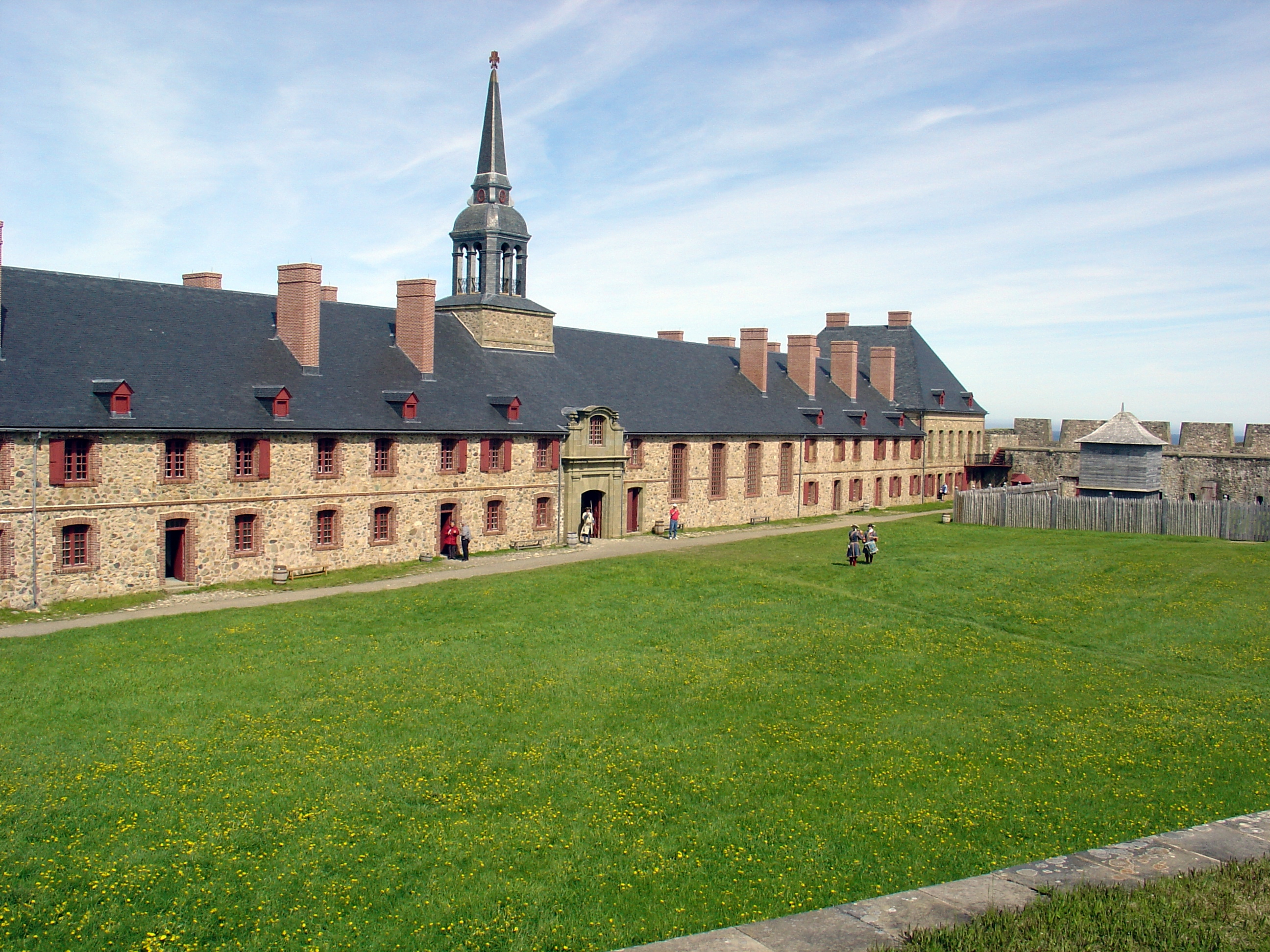
Дом губернатора и казармы
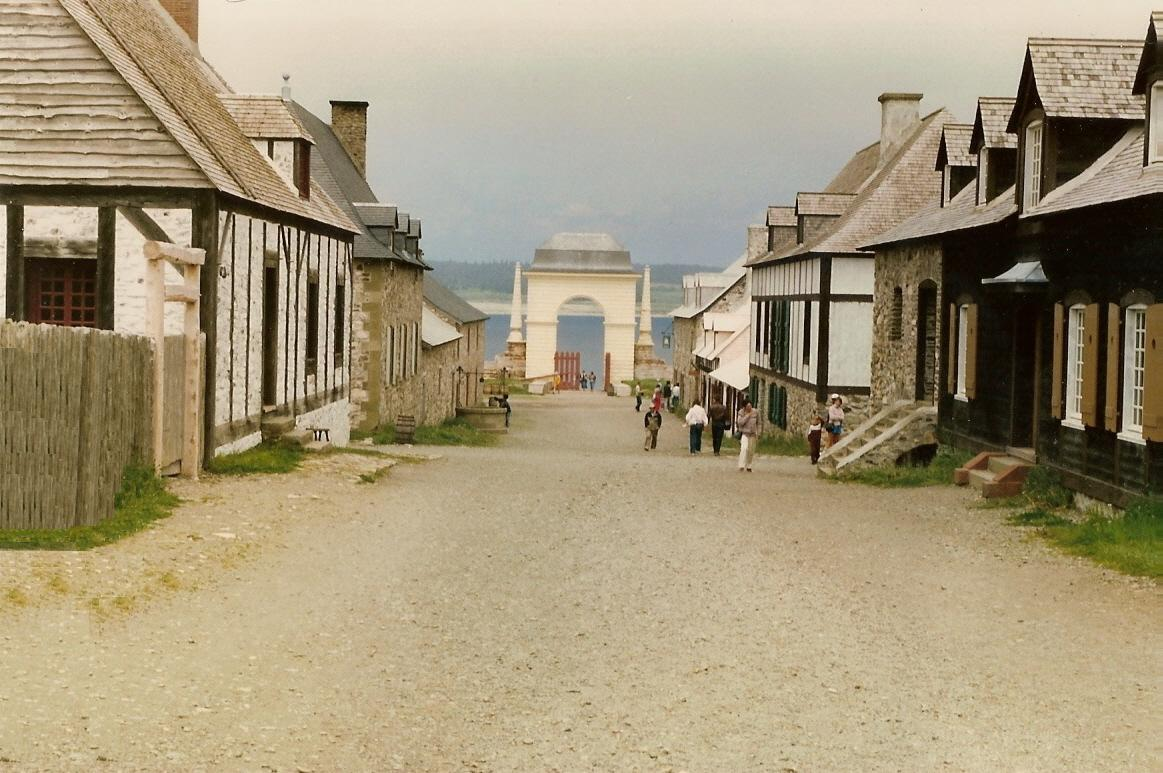
Главная улица, ведущая к гавани
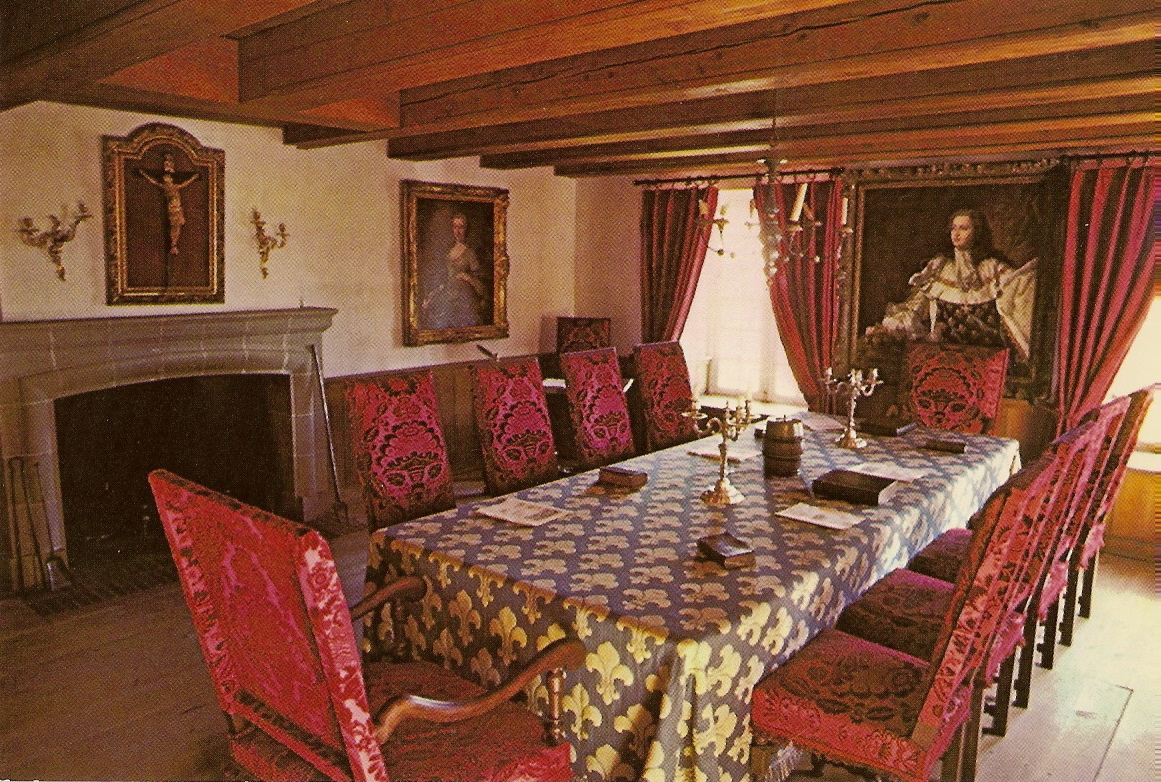
Столовая губернатора (реконструкция)